# Apache Apex
Apache Apex est une plate-forme native YARN qui unifie le traitement des flux et des batch. Il traite les données big data-in-motion d'une manière qui est évolutive, performante, tolérante aux pannes, dynamique, sécurisée, distribuée, et facilement accessible.
Apache Apex devenu le 25 avril 2016, un top-level project pour l'Apache Software Foundation,.

## Aperçu
Apache Apex est développé sous la Licence Apache 2.0. Le projet est piloté par la start-up  DataTorrent de San Jose, en Californie.
Il y a deux parties dans Apache Apex: l'Apec Core et à l'Apex Malhar. L'Apex core est la plate-forme ou framework pour la construction d'applications distribuées sur Hadoop. La plateforme Apex core est complété par Malhar, une bibliothèque de connecteur et de fonctions logiques, permettant le développement rapide d'applications. Ces opérateurs d'entrée et de sortie fournissent des modèles pour attaquer HDFS, S3, NFS, FTP, Kafka, ActiveMQ, RabbitMQ, JMS, Cassandra, MongoDB, Redis, HBase, CouchDB, generic JDBC, et d'autres  connecteurs de base de données des.

## L'histoire
DataTorrent a développé la plate-forme depuis 2012 et a alors décidé de l'ouverture est du core qui est devenu Apache Apex. Il est entré en incubation en août 2015 et est devenu un top-level projet 8 mois plus tard.
| Module              | Version          | Date de sortie   |
| ------------------- | ---------------- | ---------------- |
| Apex Malhar         | 3.7.0            | Le 31 mars 2017  |
| Apex core           | 3.5.0            | 12 décembre 2016 |
| Apex Malhar         | La version 3.6.0 | 9 décembre 2016  |
| Apex Malhar         | 3.5.0            | 3 septembre 2016 |
| Apex core et Malhar | 3.4.0            | 5 mai 2016       |

## Apex Big Data World
Apex Big Data World 
est une conférence sur Apache Apex. La première conférence Apex Big Data World a eu lieu en 2017. Elle a eu lieu dans la ville de Pune, en Inde et à Mountain View, Californie, États-Unis. 